# Culex
Culex és un gènere de dípters nematòcers de la família Culicidae. Les femelles són hematòfagues; moltes de les seves espècies actuen com a vectors d'importants malalties, com el virus del Nil occidental, la filariosi, encefalitis víriques (encefalitis japonesa, encefalitis equina veneçolana i encefalitis de Sanit Louis) i la malària aviar.
Existeix un gran nombre d'espècies de Culex, en 1955, a Panamà només, es van descriure 88 espècies.

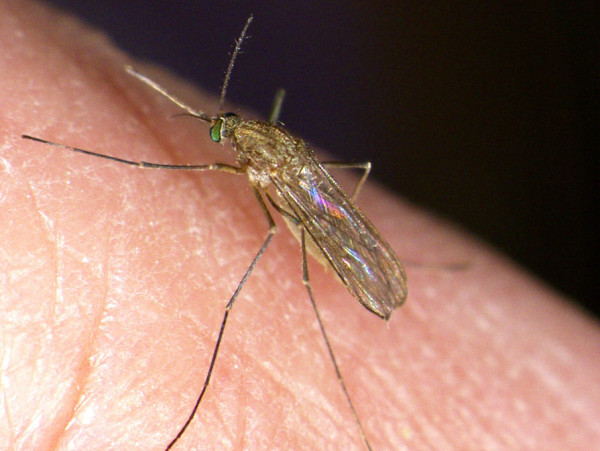
Culex pipiens (femella), sobre una pell humana.

El mosquit adult pot mesurar de 4-10 mms. (0,16-0,4 polzades), i morfològicament es compon d'un cap, tòrax i abdomen. Posseeix també ales, les quals l'habilita para volar, un factor important en la capacitat de l'artròpode per transmetre malalties.

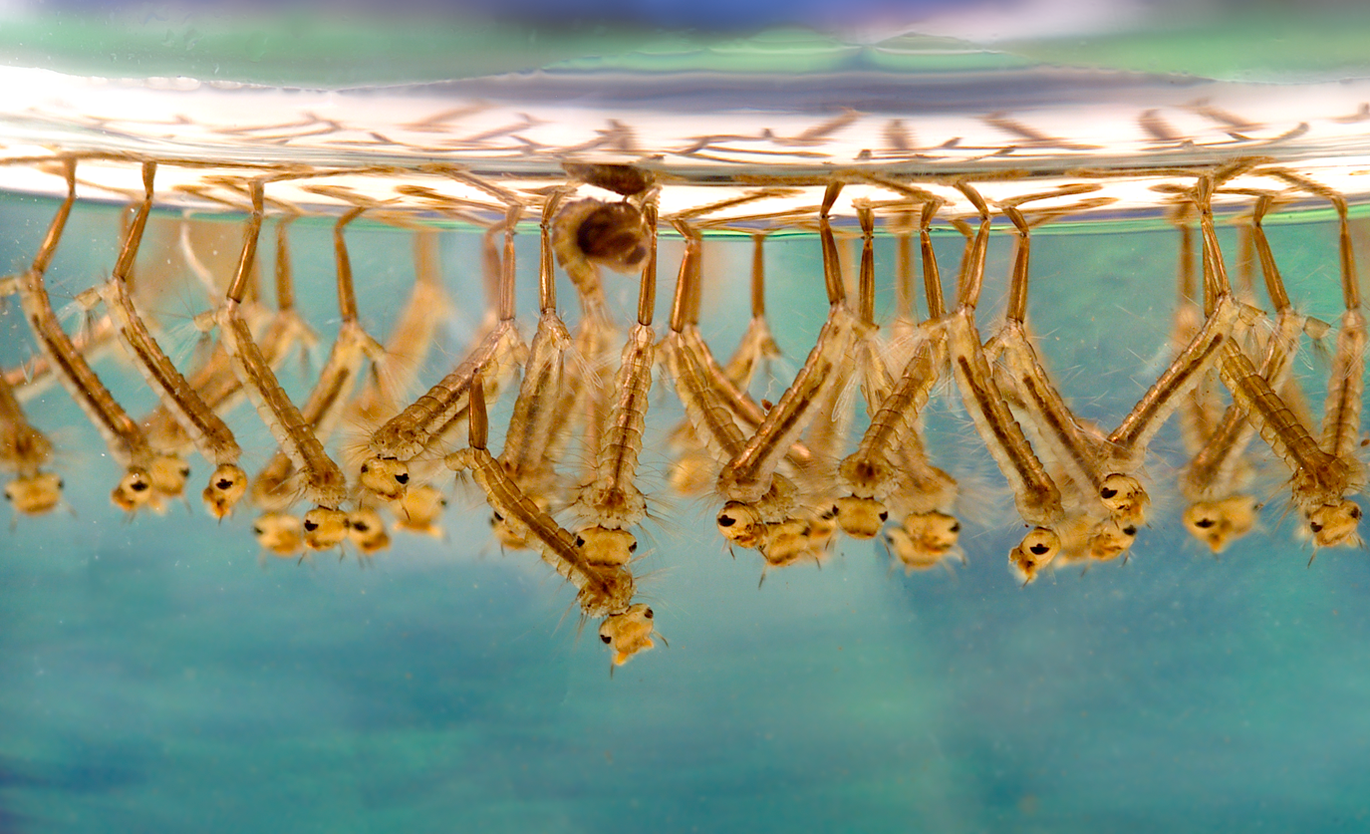
Larves de mosquit del gènere Culex. Les larves formen grups compactes en aigües estancades.

El cicle de desenvolupament dura 2 setmanes i passa per una metamorfosi completa. Els ous els ponen separadament o en lots, depèn de l'espècie, i desclouen en presència d'aigua. En el seu estat larval, el mosquit viu a l'aigua i s'alimenta de material orgànic i plantes, per després desenvolupar-se en una pupa que té forma de coma, no s'alimenta i es converteix en adult en un o dos dies.